# Lunisolarkalender
Lunisolarkalender (fra latinsk Luna, Måne, og Sol) er en kalender, der er baseret på både solens og månens omløb. Oftest er der et krav om at et år har et helt antal måneder, hvilket har den konsekvens at de fleste år har 12 måneder, mens hvert andet eller tredje år har 13 måneder.
Den kinesiske kalender er et eksempel på en lunisolarkalender.
Det samme gælder den jødiske kalender, og dette er årsagen til at påskedag (og dermed visse andre helligdage) ikke hvert år falder på en fast dato men er afhængig af månens faser.